# Radom Raisting

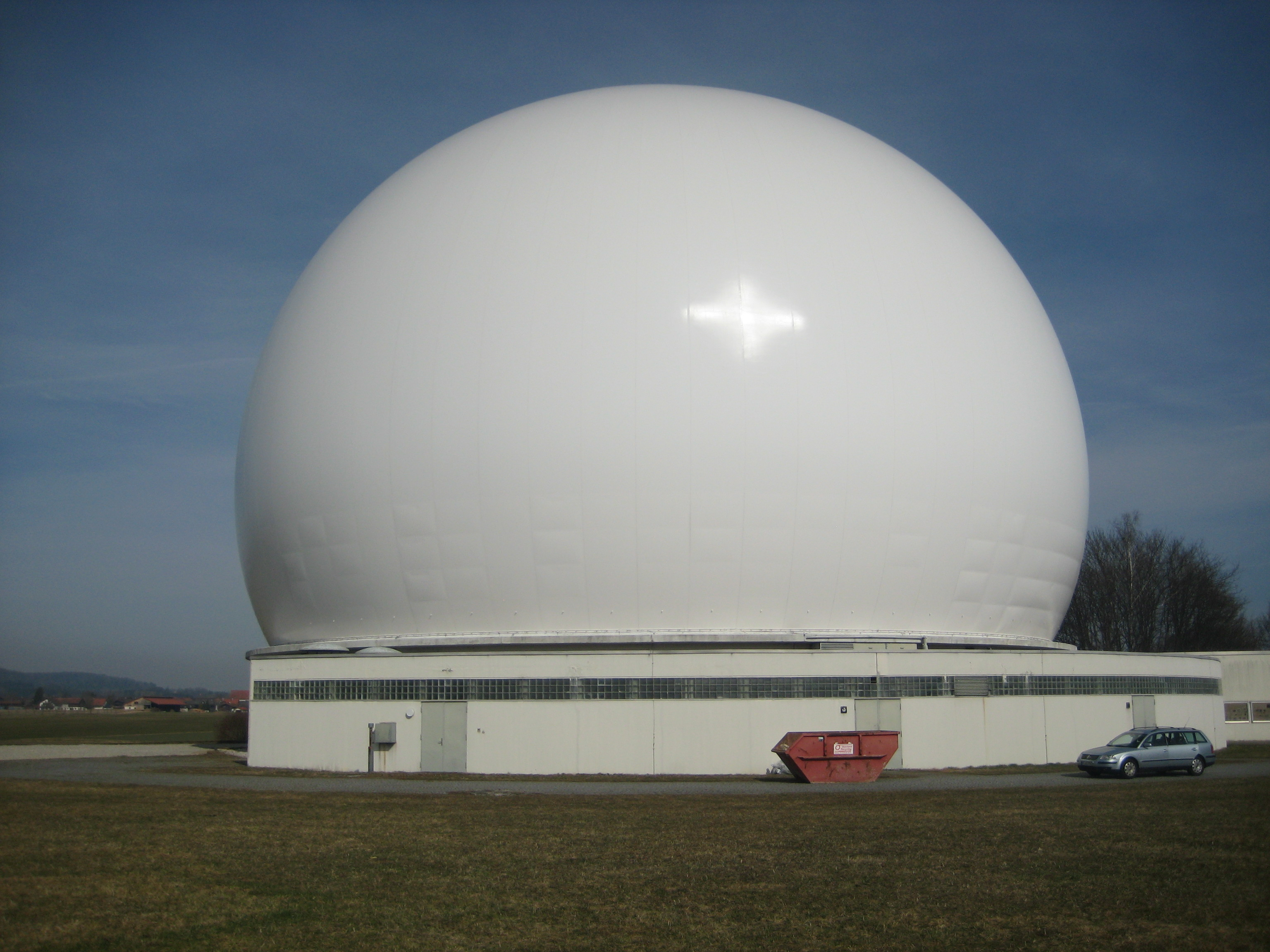
Das Radom mit neuer Hülle, 2011

Das Radom Raisting ist eine denkmalgeschützte Satelliten-Bodenstation in Raisting am Ammersee. Der Bau wurde 1963/64 nach Plänen von Hans Maurer im Auftrag der Deutschen Bundespost errichtet. Im Inneren einer 49 m durchmessenden strebenlosen Traglufthalle, die als Radarkuppel (Radom) dient, beherbergt die Anlage eine Parabolantenne mit 25 m Durchmesser. Sie diente als Teil der Erdfunkstelle Raisting bis 1985 dem interkontinentalen Funkverkehr (Telefon und Fernsehen) über Nachrichtensatelliten.

## Bau und fernmeldetechnische Nutzung
Der Standort Raisting wurde gewählt, weil die Lage in Süddeutschland verhältnismäßig hohe Elevationswinkel für geostationäre Satelliten gewährleistet. Ferner werden durch die Hügel um den Standort etwaige Störsignale von der Anlage ferngehalten.
Die Traglufthülle, die vom US-amerikanischen Unternehmen Birdair zugeliefert wurde, wurde am 10. Oktober 1963 aufgeblasen. Im Anschluss wurde im Inneren der Hülle die Antenne errichtet. Die erste Fernsehversuchssendung wurde am 9. Oktober 1964 durchgeführt; die erste reguläre Übertragung am 20. Januar 1965 anlässlich der Vereidigung des wiedergewählten US-amerikanischen Präsidenten Johnson. Der öffentliche Fernsprechbetrieb über den Satelliten Intelsat I wurde am 28. Juni 1965 eröffnet. Die erdgebundene Zuleitung bzw. Ableitung der Signale erfolgte dabei über eine Richtfunkstrecke zur Zugspitze. Unter anderem wurden über die Antenne die erste Mondlandung und die Olympischen Sommerspiele 1972 in München übertragen.

## Ende des fernmeldetechnischen Betriebs
Durch die aufkommenden technischen Alternativen (kleine Antennen bei höheren Frequenzen, faseroptische Unterseekabel) galt die Anlage schließlich als veraltet und wurde im Jahre 1985 stillgelegt. Außerdem verhinderte die bei Regen nasse Radomhülle die Trennung der Polarisationsrichtungen, wie sie bei neueren Satelliten angewandt wurde. Der Besucherraum des Radomgebäudes blieb jedoch zunächst noch für Besucher geöffnet. Mitarbeiter der Erdfunkstelle setzten sich für den langfristigen Erhalt der Anlage als Denkmal ein und sicherten den Erhalt der technischen Ausstattung und Dokumentation. Daraus ging später der Förderverein Industriedenkmal Radom Raisting e. V. hervor.
Im Jahre 2007 wurde die gemeinnützige Radom Raisting GmbH, die sich zu 100 Prozent im Eigentum des Landkreises Weilheim-Schongau befindet, neue Eigentümerin des Radoms.

## Das Radom als Denkmal

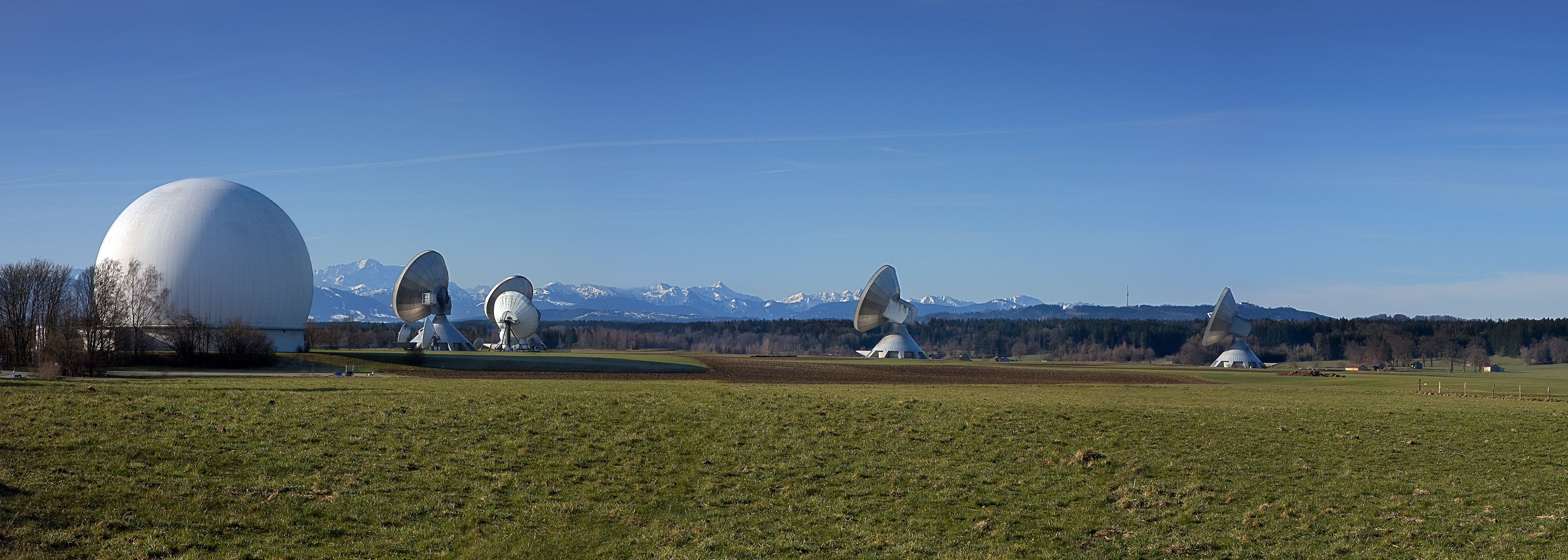
Das Radom als Teil der Erdfunkstelle Raisting

Erdfunkstelle Raisting mit Kirche – Panorama

Das Radom Raisting wurde 1999 in die Bayerische Denkmalliste aufgenommen. Es handelt sich um ein technisches Denkmal. Seit 2009 ist es darüber hinaus ein Denkmal von nationaler Bedeutung.
Seit 2009 arbeitet eine Gruppe von Studenten der Technischen Universität München an der Wiederinbetriebnahme der Antenne. Sie sollte ursprünglich in der ESMO-Mondmission der Europäischen Weltraumorganisation ESA im Jahre 2014 zu neuem Einsatz kommen. Das ESMO-Projekt wurde jedoch von der ESA beendet. Am 12. April 2011 ging die Anlage mit einer neuen, noch prototypischen Steuerung für die Antennenachsen und einem modifizierten Antennenfeed im Rahmen einer Messkampagne des Deutschen Zentrums für Luft- und Raumfahrt wieder in Betrieb. Dabei wurden die Navigationssignale des wenige Wochen zuvor gestarteten Navigationssatelliten Glonass-K1 vermessen.
Am 29. und 30. September 2010 begann die Sanierung des Radomgebäudes mit dem Austausch der Traglufthülle. Dies wurde notwendig, da die alte Hülle altersbedingt keine ausreichende Standsicherheit mehr gewährleistete. Im weiteren Verlauf wurden auch die Heizungsanlagen, die Stützluftgebläse für die Traglufthülle und die Flachdächer saniert. Nach Abschluss der Sanierung sollte die Antenne im Radom wissenschaftlichen Projekten dienen; das Radom selbst sollte der Öffentlichkeit zugänglich gemacht und eine Ausstellung zum Radom konzipiert werden.
Das sanierte Radom wurde am 6. Juli 2012 eröffnet. Dabei wurde von offizieller Seite die Idee formuliert, das Radom Raisting als Weltkulturerbestätte der UNESCO vorzuschlagen. Der Besucherbetrieb im Radom, dessen Beginn für August 2012 angesetzt war, wurde vom Förderverein Industriedenkmal Radom Raisting e. V. wegen Unstimmigkeiten mit der Radom Raisting GmbH zunächst abgesagt. Im weiteren Verlauf wurde jedoch die Durchführung eines Probe-Besucherbetriebs im Radom Raisting für Frühjahr 2013 vereinbart.
Am 28. Februar 2020 riss ein Sturm die Hülle des Radom herunter; sie lag danach unten auf dem Sockel des Bauwerks. Wasser drang in die Betriebsräume und zerstörte die Elektrik. Am 17. Oktober 2021 wurde eine neue Hülle montiert.

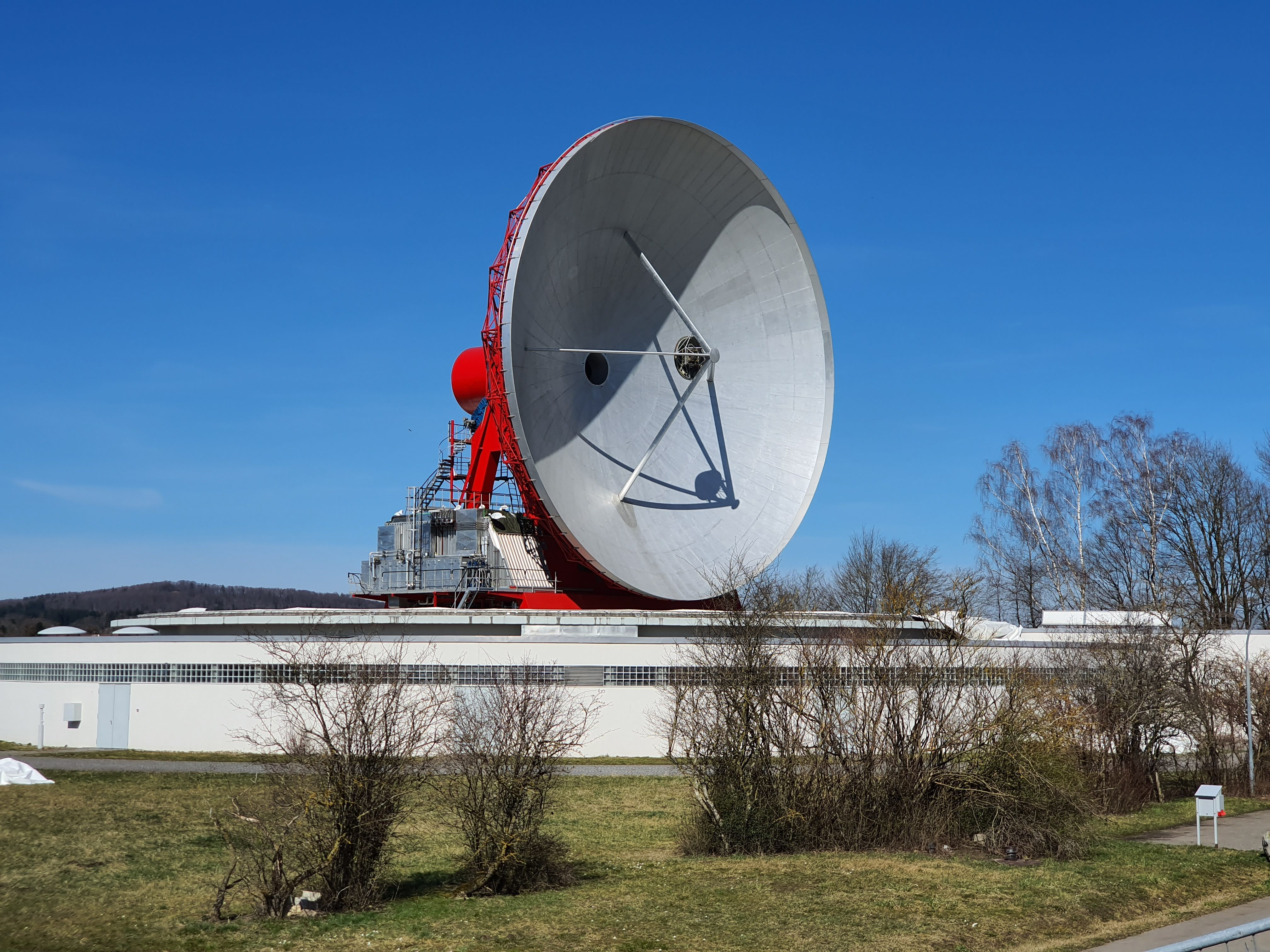
Antenne des Radom Raisting im März 2020

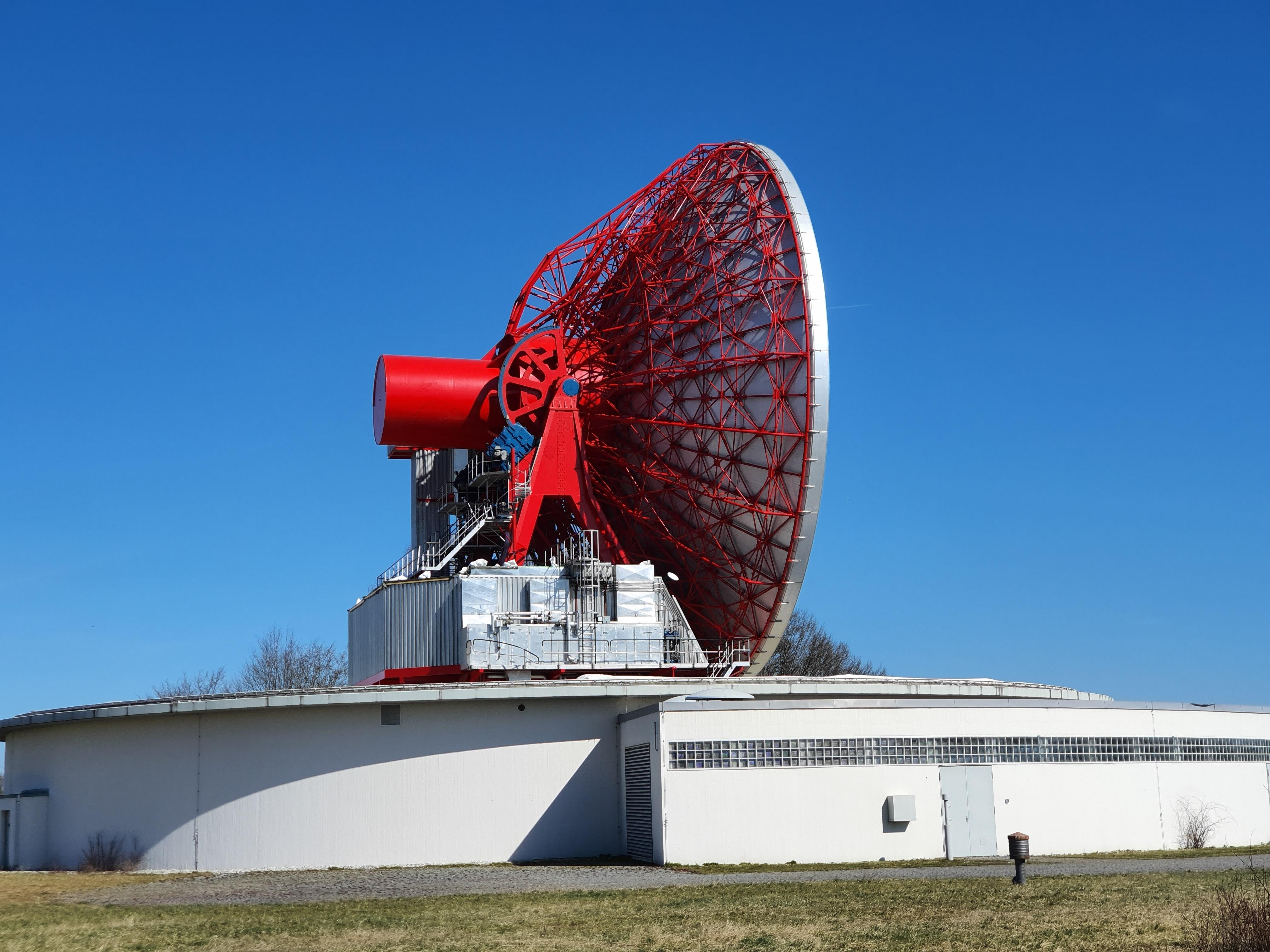
Antenne des Radom Raisting im März 2020

## Besuchs- und Besichtigungsmöglichkeiten
Die Anlage ist wie fast die gesamte Erdfunkstelle frei zugänglich. Im Außenbereich sind Informationstafeln zur Geschichte und Technik aufgestellt. Darüber hinaus kann das Radom Raisting in den Sommermonaten auch von innen besichtigt werden. Dazu werden Führungen angeboten.

## Technische Daten
Einige technische Daten:
| Spiegeldurchmesser:    | 25 m                                                                                    |
| Gewicht der Antenne:   | 280 t                                                                                   |
| Drehbereich Azimut:    | ± 380°                                                                                  |
| Drehbereich Elevation: | −1° bis +125°                                                                           |
| Gewinn bei 4170 MHz:   | 58 dBi, entsprechend einer Halbwertsbreite der Sende- und Empfangskeule von 0,2 Grad    |
| Gewinn bei 6390 MHz:   | 61,5 dBi, entsprechend einer Halbwertsbreite der Sende- und Empfangskeule von 0,13 Grad |
| Drehgeschwindigkeit:   | max. 1,8 Grad/s                                                                         |
| Einstellgenauigkeit:   | 0,02 Grad                                                                               |